# Улица Епишина
У́лица Епи́шина — улица в центральной части Астрахани. Начинается от Волжской и идёт с запада на восток параллельно Каналу имени Варвация. Пересекает улицы Кирова, Мечникова, Дарвина и Псковскую и заканчивается у набережной 1 Мая.
Улица проходит через исторический район «этнических» слобод — Татарской (Махалля), Персидской, Армянской, Немецкой и других. Преимущественно застроена малоэтажными зданиями дореволюционного периода, в том числе памятниками архитектуры.

## История
В 1828 году улица Епишина называлась 4-й Армянской, в это время предлагалось переименование её в Ивановскую, но эта идея была отвергнута. В 1837 году переименована в Агабабовскую. В 1920 году получила имя иранского коммуниста Ходоят Эмельбекле. В 1960 году была переименована ещё раз и получила своё современное название в честь революционера, участника борьбы за установление Советской власти в Астрахани Алексея Ефимовича Епишина (годы жизни: 1896‒1959).
21 декабря 2022 на доме 58 открыли мемориальную доску в честь жившего здесь краеведа, журналиста и общественного деятеля Адольфа Штылько

## Застройка
- дом 23/40 —  памятник архитектуры Здание Персидской мечети (середина XIX в.)
- дом 25/45-43/74 —  памятник архитектуры Усадьба Н. Сергеева (построена в 1830-е или 1840-е годы, перестроена в 1887 г.)
- дом 29 —  памятник архитектуры Дом С. Я. Франгулова (первая половина XIX в.)
- дом 43 —  памятник архитектуры Особняк (вторая половина XIX в.)

## Транспорт
По улице Епишина нет движения общественного транспорта, ближайшие к ней остановки маршрутных такси расположены на улицах Кирова и Бакинской и на набережной 1 Мая.

## Фотогалерея

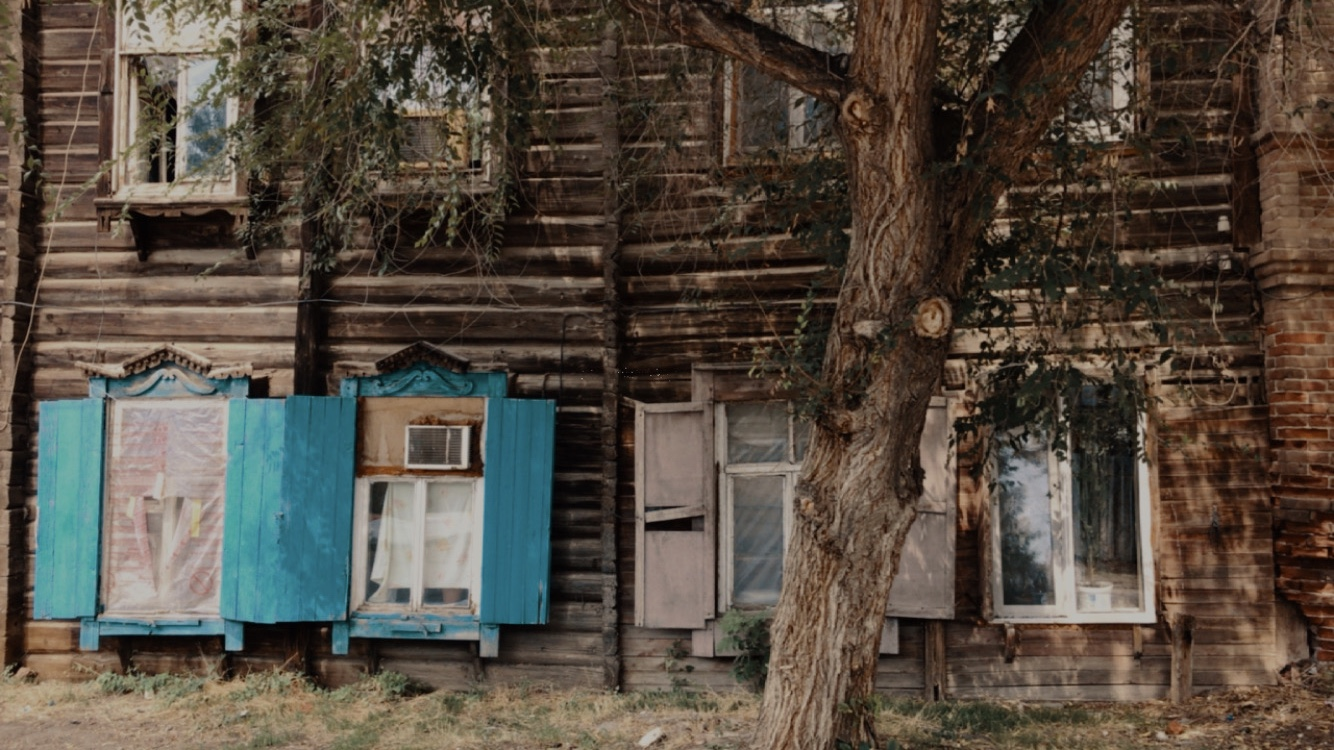
Дом № 1
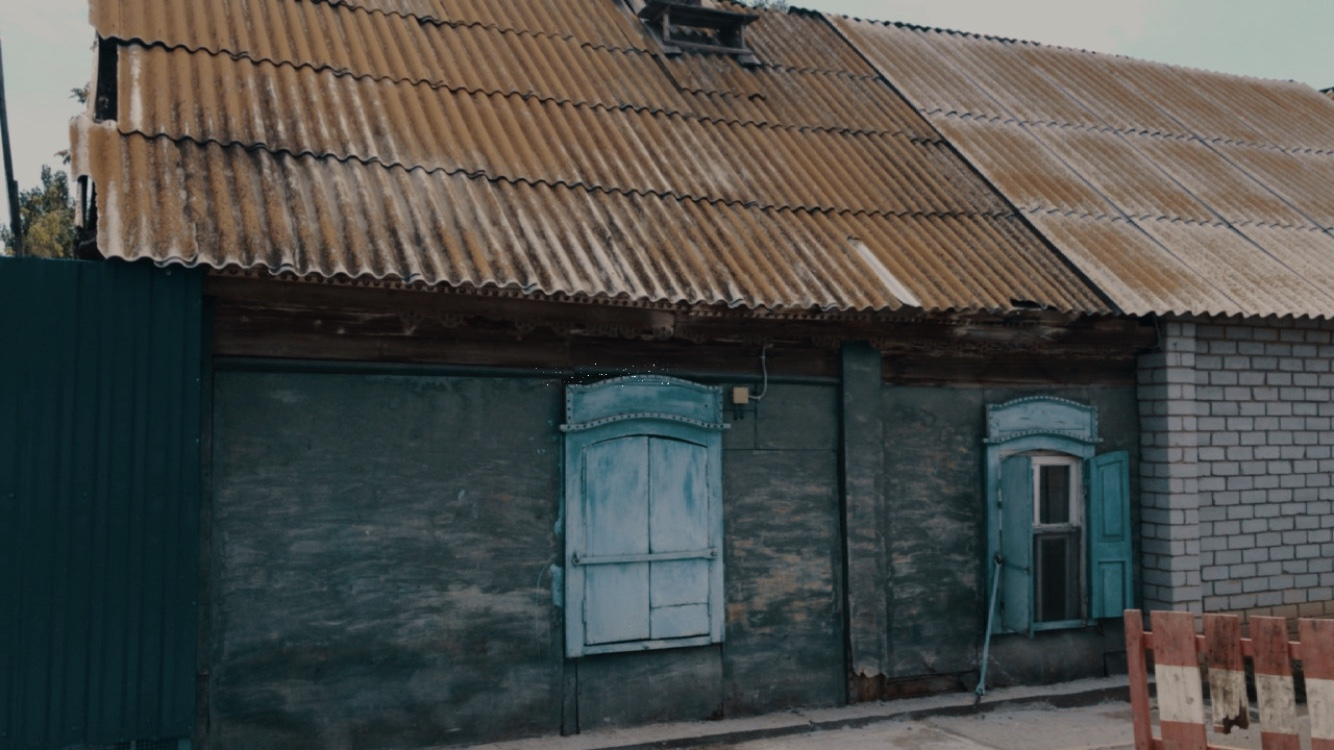
Дом № 8
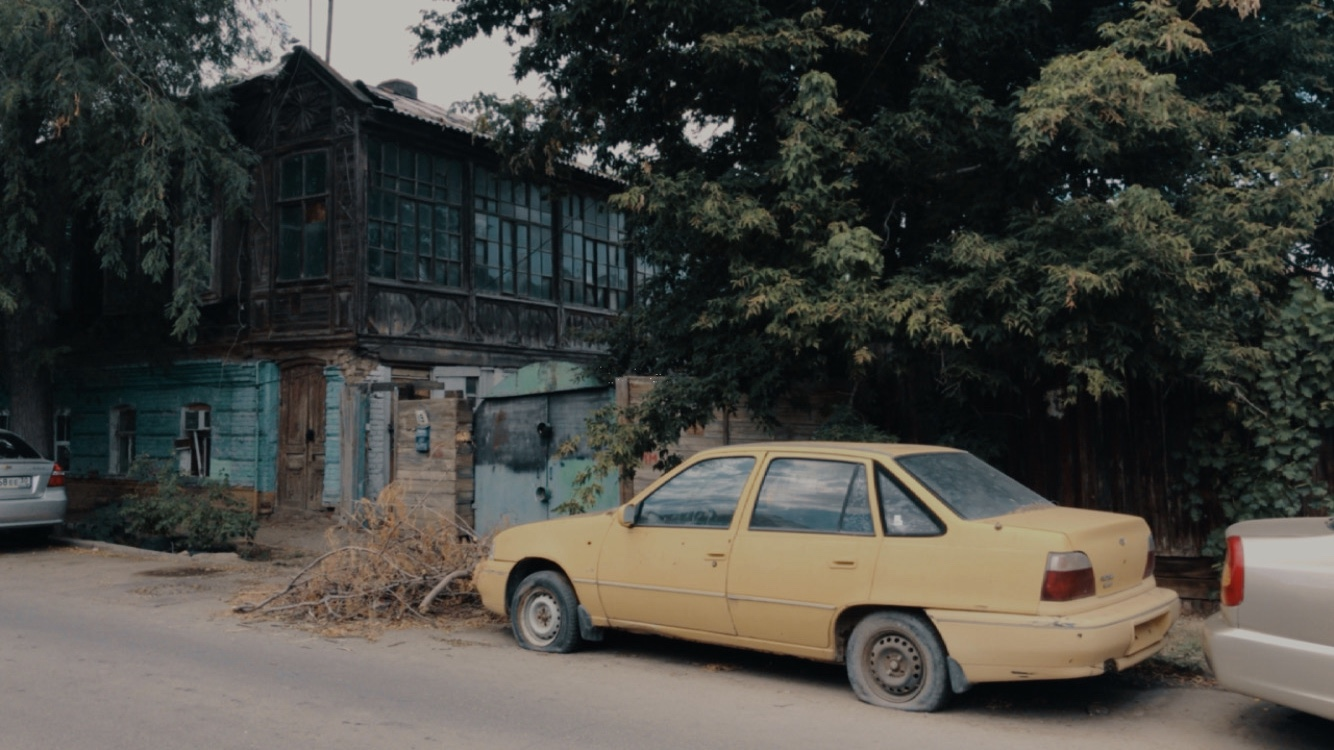
Дом № 19
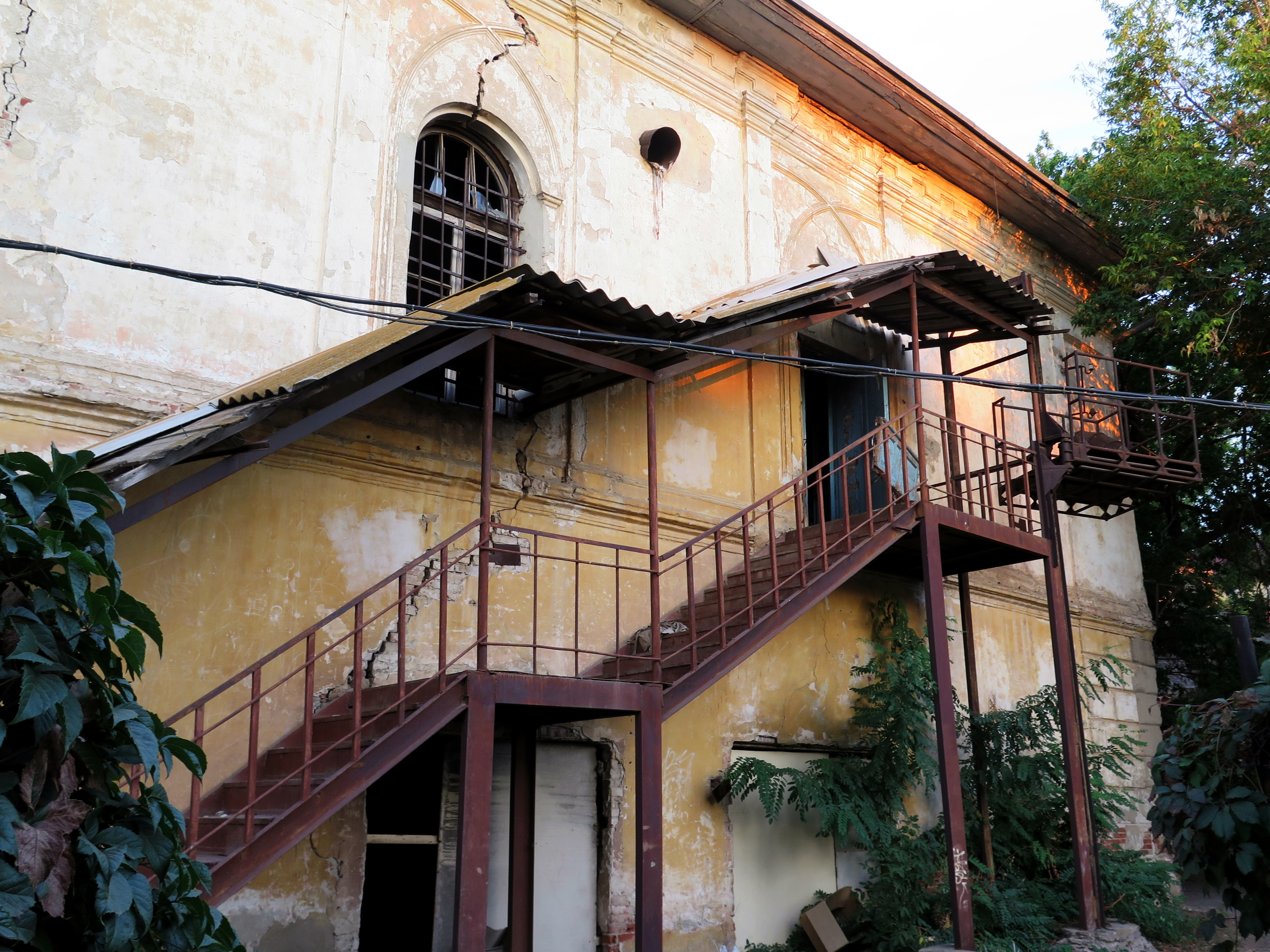
Дом № 23